# Castèthnau de la Branda
Castèthnau Picampau (francès Castelnau-Picampeau) és un municipi occità de Gascunya, al Saves, situat al departament de l'Alta Garona i a la regió d'Occitània.